# 馮敬恩
馮敬恩（英語：Billy Fung Jing-en，1993年11月26日—），新加坡人，香港本土派外籍政治人物，曾表態支持港獨，曾於2015年度出任香港大學學生會會長，並於2017年在香港大學以政治及中文雙主修畢業。
馮在2012年的反對德育及國民教育科事件中開始參與政治活動，並曾在2014年雨傘革命中協助香港大學學生會工作。在香港大學副校長任命事件時以港大學生會會長擔任港大校務委員會委員，向傳媒披露備受爭議的討論內容，並且於任內多次衝擊會議。

## 早年生活
馮敬恩於新加坡出生，有一名胞姊。父親為香港人，母親生於中國大陸，馮父因在北京目擊六四事件才選擇舉家移民新加坡。馮的外祖父是退休醫生及中國共產黨黨員，曾在文革期間被批鬥，並一直於北京居住至今。
馮在出生時家境已大不如前，甚至要從私人樓宇搬至公共屋邨居住。而且，馮在小六升中一的暑假證實患上血癌 ，中四時被诊断出脑血管瘤，兩次重病經治療後均得以康復。馮的父母亦在他就讀中二時離婚收場，馮及其姊姊的撫養權由母親獲得。不過馮則自述香港英殖時期社會相對公平務實，他與其姊姊沒有因家貧而失去入讀優良學校學習的機會。馮亦自小希望成為文法中學老師。馮在兒時入讀海壩街官立小學，中學就讀荃灣公立何傳耀紀念中學，及後繼其姊姊之後考進香港大學。同時，馮為基督教信徒。

## 政治参与經歷

### 前期活動
馮敬恩在2012年的反國教事件才開始參與政治活動，當時他在日間課堂與課後補習之間的數小時到香港政府總部參與集會。在2014年的雨傘運動時馮曾於金鐘佔領區留守，並協助當時的由梁麗幗領導的香港大學學生會工作。馮亦曾擔任香港大學學生會文學院學生會外務副主席，負責替院會對外撰寫及發出聲明，以及籌組罷課等社會運動。

### 港大學生會會長
馮在2015年參選香港大學學生會會長一職，其帶領的候選內閣「眀峯」強調香港本土主義，成功擊敗前中國共青團成員叶璐珊坐陣的另一候選內閣，勝出該年度所有內閣職位。自此，馮在政治圈中嶄露頭角。
馮因港大學生會會長身份而被委任為港大校委，參與大學副校長任命事宜，在7月的校務委員會會議中帶領一眾同學衝擊校委會。該場會議中，馮在港大學生會媒體學苑的即時新聞報道中揭露多名親中共港大校委在校委會上用不同理由，拖延被親中共的《文匯報》及《大公報》批評涉及雨傘革命的原副校長唯一候選人陳文敏通過任命。雖然校委會主席梁智鴻在8月的校委會會議中指控馮泄密，但馮在9月否決任命後向傳媒再次披露各校委的討論內容。及後更有至少八名委員在會議的發言錄音在香港商業電台及台灣網絡論壇批踢踢等地流出，事件引起社會一事轟動。然而馮的做法涉及洩露大學機密，同亦引起爭議。馮因其透過學生會得到校委身份而不能被校委會罷免，但最終校委會在10月裁決馮不可參與包括副校長任命的「保留項目」討論，而馮及學生會外務副會長李峰琦則以個人名義對任命決定提出司法覆核。
副校長任命事件之後，港大仍然風波不斷。時任香港行政長官梁振英在2016年1月1日委任其中一名拉倒任命陳文敏的校委李國章為校委會主席，馮及前學生會會長梁麗幗等人認為此舉有為政府干預港大學術自由，並組織罷課，爭取廢除特首校監必然制等改革。在1月的校委會會議中校委會決定延後討論成立研究港大管治的專案小組，馮再次帶領學生衝擊校委會會議場地。超過一百名港大學生堵塞出入口，阻止校委離開，馮在事件中一度與李國章口角。香港警察到場施放胡椒噴霧，護送校委離開。港大校長馬斐森及後對學生表示失望及生命受威脅，而馮亦被文灼非批評有誤導學生的嫌疑。

### 卸任會長

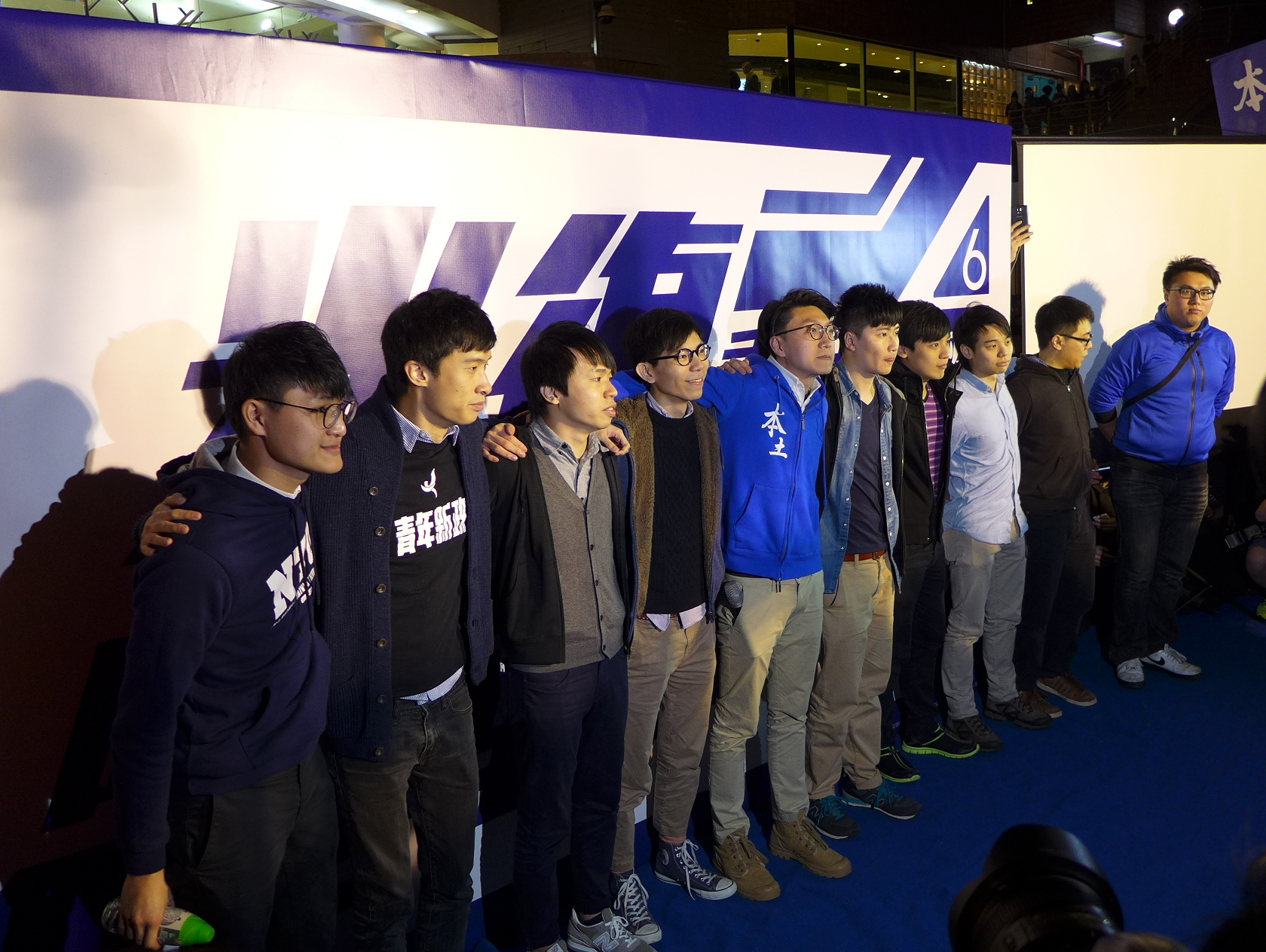
馮（左一）與其他傘後組織人士一同出席2016年2月20日的「天琦造時勢大會」

及後馮敬恩卸任港大學生會會長，轉於政界中活躍起來。馮在2016年香港立法會新界東地方選區補選中表明支持同為港大同學及香港本土派的梁天琦，更出席梁的造勢大會，呼籲市民投票給他。馮亦曾暗中考慮參選2016年香港立法會選舉，包括與青年新政召集人梁頌恆商討，以及被熱血公民首領黃洋達邀請夥拍鄭錦滿出選香港島選區，惟他需要放棄新加坡國籍及居留權。雖然香港基本法及立法會條例均允許擁有新加坡國籍及居留權的馮透過個別界別成為立法會議員，但由於馮因銅鑼灣書店股東及員工失蹤事件後考慮到有機會如李波一樣在中國大陸及港澳地區失去外國領事保護權而向香港入境事務處申請放棄中國國籍，失去參選資格。然而，最終本土派所有名單上亦沒有馮的名字，但他積極支持好友梁頌恆參選。
馮於2016年7月20日晚上在荃灣梨木樹邨的家中被警方拘捕，被指於2016年1月因反對校委會延後成立研究港大管治的專案小組而衝擊校委會一事中涉嫌刑事恐嚇、刑事毀壞、在公眾地方行為不檢和企圖強行進入。時任港大學生會會長孫曉嵐及港大教師及職員會主席張星煒等人不滿及譴責校方促成政府起訴學生的做法。然而，案件在兩日後於東區裁判法院提堂時，裁判官質疑律政司提出的指控是否適當，而警方以不同性質的罪名作交替檢控亦受時任立法會議員兼大律師梁家傑及民間人權陣線召集人岑子杰質疑。
馮雖然面對政府起訴及沒有任何政黨聯繫，但就多番支持及代表香港獨立運動。他於2016年8月5日以視像出席香港民族黨召集人陳浩天所舉行的首個香港獨立集會，強烈譴責選舉主任在2016年香港立法會參選確認書風波中褫奪五名本土派人士的參選權，更表示香港人的選舉權同被剝削，亦擔心香港未來任何選舉都會受香港政府的政治打壓。他藉港獨集會表達對港獨支持，認為香港並不會因為獨立而滅亡，但須要加強工業、文化及國際關係等方面的實力。及後，馮在2016年10月17日於東京以支持港獨人士身份參與一場由日本外國特派員協會舉辦的午餐會上，指責中央政府違背前總理赵紫阳許下的民主香港承諾，主張港獨是唯一選擇。他表示香港獨立運動必須與日本及美国等國家結盟，同時亦不排除與世界維吾爾代表大會及藏人行政中央合作。

### 港大畢業後
正當馮打算前往台灣於國立臺灣大學政治學系研究所修讀碩士課程前，拖延約一年的衝擊校委會案件於2017年7月作出宣判，雖然李國章指馮對其的刑事恐嚇罪名不成立，但馮的擾亂秩序罪和李峰琦的阻礙公職人員罪成，並押後至9月21日判刑。裁判官高偉雄強調案件嚴重，更一度將兩人還押等待判刑，兩人在代表律師李柱銘求情後才能保釋等候判刑，而馮亦可在9月離港前往臺大辦理入學註冊。然而，馮因擔心被囚，安排在法庭宣判日前與朋友拍攝畢業照，及為在囚準備後備的升學計劃。同時，馮向傳媒表示擔心電影《同囚》的虐待囚犯情節會發生在他身上。一個月後，馮在西九龍裁判法院被判刑240小時社會服務令，毋須入獄但留案底，完成服務令後預料可如願於2018年入學，而律政司亦決定不覆核馮的刑期並終結案件。不過，法院拒絕馮申請覆核港大副校長任命的提請。
在2018年年中，因被視為2019年香港區議會選舉的潛在參選人士，馮否認並表示不會再參與政治。同時，他亦放棄原有國立臺灣大學政治學系研究所的學位，轉到英國倫敦大學亞非學院修讀中國政治理學碩士，自此淡出政圈。在2022年，他從倫敦大學亞非學院畢業後前往美國工作，及後入讀加拿大卑詩大學的圖書與資訊學碩士課程。

## 流行文化
馮敬恩在雨傘革命記錄片《未竟之路》中擔任兩名主角之一。馮代表參與革命的本土派學生中，因參與學生組織而屬於接近制度的一方。電影主要籍他在革命中的經歷，探討香港政治制度改革方向及第二次香港前途問題。
馮在2016年被ViuTV邀請與六四學運領袖王丹在秋季到東京拍攝真人實境秀旅遊節目《跟住矛盾去旅行》第二季。王希望作為中國民主化的推動者，可以了解馮的香港獨立及與中國民主化切割的思想。然而，在拍攝接近尾聲時，ViuTV卻指責馮及王擅自參與日本外國特派員協會的午餐會，更表明反對港獨並拒播節目，以及保留追究權利。不過，兩人均表示午餐會由電視台安排，王丹更展示劇組的行程表以證事實。及後，ViuTV發聲明承認安排午餐會但不公開道歉，而副總裁金廣誠私下致電向馮道歉，然而馮不滿電視台高調譴責卻低調致歉。最終在輿論下ViuTV總經理魯庭暉公開向兩人致歉，指是混淆原定但取消的行程，並承諾改善內部溝通。

## 個人生活
馮敬恩有一名女朋友，早在2015年12月於大學內被拍攝報導。馮及後於2016年6月再次被《壹週刊》拍攝與女朋友在大角咀海旁親暱。事件引起包括孫曉嵐、黃于喬及史健仁等社會運動人士批評週刊的做法，馮亦向週刊記者指出自己的私人生活並不屬公共领域。

## 外部連結
- 馮敬恩的Facebook專頁（已失效）